# فونس رادماکرس
آلفونس ماری «فونس» رادماکرس (هلندی: Alphonse Marie "Fons" Rademakers؛ زادهٔ ۵ سپتامبر ۱۹۲۰ - درگذشت ۲۲ فوریه ۲۰۰۷) یک هنرپیشه، کارگردان، تهیه‌کننده و فیلم‌نامه‌نویس اهل هلند است.
فیلم «حمله» (۱۹۸۶) به کارگردانی او، در ۵۹مین دورهٔ جوایز اسکار، برندهٔ جایزه اسکار بهترین فیلم خارجی‌زبان شد. پیشتر و در سال ۱۹۵۹ میلادی، یکی دیگر از فیلم‌هایش به نام «روستایی در جوار رودخانه»، نامزد دریافتِ همین جایزه در ۳۲مین دورهٔ جوایز اسکار شده بود.
وی یک‌بار هم بابت یکی دیگر از فیلم‌هایش، برندهٔ «خرس نقره‌ای» در ۱۱مین دورهٔ جشنواره بین‌المللی فیلم برلین شد.
او در سال ۲۰۰۷ میلادی به‌دلیل بیماریِ آمفیزم شدید در بیمارستانی در ژنو بستری و بدنبال درخواستِ خودش، مبنی بر قطعِ دستگاه‌های احیاء قلبی-ریوی، درگذشت.